# Pandanus assamensis
Pandanus assamensis är en enhjärtbladig växtart som beskrevs av Harold St.John. Pandanus assamensis ingår i släktet Pandanus och familjen Pandanaceae.
Artens utbredningsområde är Assam (Indien). Inga underarter finns listade.